# Gerena
Gerena é um município da Espanha na província de Sevilha, comunidade autónoma da Andaluzia, de área 129 km² com população de 6016 habitantes (2007) e densidade populacional de 44,28 hab/km².

## Demografia
| Variação demográfica do município entre 1991 e 2004 | Variação demográfica do município entre 1991 e 2004 | Variação demográfica do município entre 1991 e 2004 | Variação demográfica do município entre 1991 e 2004 |
| --------------------------------------------------- | --------------------------------------------------- | --------------------------------------------------- | --------------------------------------------------- |
| 1991                                                | 1996                                                | 2001                                                | 2004                                                |
| 5175                                                | 5405                                                | 5610                                                | 5762                                                |